# Diospyros kolom
Diospyros kolom är en tvåhjärtbladig växtart som beskrevs av B. Walln. Diospyros kolom ingår i släktet Diospyros och familjen Ebenaceae. Inga underarter finns listade i Catalogue of Life.